# Kaustubha
En el marco de la mitología hinduista, Kaustubha es una joya divina, que es utilizada exclusivamente por el dios Visnú.

## Nombre sánscrito
- kaustubha, en el sistema AITS (alfabeto internacional para la transliteración del sánscrito).[1]
- कौस्तुभ, en escritura devanagari del sánscrito.[1]
- Pronunciación:
  - /kaustúbja/ en sánscrito[1] o bien
  - /kostúba/ o /kaustúbj/ en varios idiomas modernos de la India (como el bengalí, el hindí, el maratí o el palí).
- Etimología: desconocida[1]

De esta palabra proviene el nombre Kustubha (un nombre del dios Visnú).
- Kaustubha Dhama: ‘la morada de Kaustubha’, nombre de Visnú.
- Kaustubha Bhrit: ‘que porta la joya Kaustubha’, nombre de Visnú.
- Kaustubha Lakshana: ‘aquel cuya marca es Kaustubha’, nombre de Visnú.
- Kaustubha Vakshas: ‘aquel en cuyo pecho está Kaustubha’, nombre de Visnú.
- Kaustubhoras o Kaustubha Uras: ‘aquel en cuyo pecho está Kaustubha’, nombre de Visnú
- Kaustubhíia: relacionado o perteneciente a la joya Kaustubha.

## Historia de este mito
La leyenda de Kaustubha se origina en el samudra manthan (el batido del océano de leche), donde surgieron varios objetos mitológicos. Este mito no había sido creado en la época de composición del Rig-veda (el texto más antiguo de la India, de mediados del II milenio a. C.).
La primera aparición de Kaustubha se encuentra en el Majábharata o en el Ramaiana (dos textos épico-religiosos del siglo III a. C.). Posteriormente se desarrolló este mito en el Jari-vamsa.

### El batido del océano de leche
Los devas (dioses) y los asuras (demonios), batieron el océano de leche (kshira sagara)
en el mítico episodio conocido como Samudra Manthan (batido del mar) para obtener amrita (néctar de la 'inmortalidad'). En el proceso emergieron de la leche catorce tesoros (ratna: ‘joyas’).
El cuarto tesoro que surgió del océano se conoce como Kaustabha.
Cuando esta joya divina surgió del océano, el dios Shivá dijo que no había ningún ser en el universo ―incluyendo a los seres humanos, los asuras (demonios), los devas (dioses), los iaksás, los gandharvas y los rakshasas― que pudiera aguantar el brillo y la magnificencia de esta joya, que terminaría corrompiendo al portador, infundiendo en él la avaricia de no perderlo nunca. Entonces afirmó que el dios Visnú era la única persona en todo el universo que podía llevarla sin caer por su codicia. Desde ese momento la joya fue retenida por él.

### Utilizada por Krisná
En las leyendas del dios Krisná ―originadas en el Majábharata― se afirma que él obtuvo una joya llamada Siamantaka y la utilizaba regularmente sobre su pecho, afirmando que era la misma Kaustubha de Visnú.